# Paradorydium balaense
Paradorydium balaense är en insektsart som beskrevs av Rauno E. Linnavuori 1979. Paradorydium balaense ingår i släktet Paradorydium och familjen dvärgstritar. Inga underarter finns listade i Catalogue of Life.